# 무쓰오카촌
무쓰오카촌(睦岡村)은 지바현 산부군에 일찍이 존재했던 촌이다. 현재의 산무시 북부에 해당한다.

## 역사
- 1889년 4월 1일 - 정촌제 시행에 수반해 무사군 휴가촌이 성립하였다.
- 1897년 4월 1일 - 무사군이 폐지되어 산부군이 되었다.
- 1955년 1월 1일 - 휴가촌과 합병해, 산무정이 신설되어 동일 무쓰오카촌은 폐지되었다.